# 北条藩
北条藩（ほうじょうはん）は、安房国安房郡北条村（現在の千葉県館山市北条）を居所とした藩。1638年の立藩以後、屋代家が3代約70年にわたって治めたが、1711年に発生した万石騒動によって改易された。中断期間を挟んで1725年に水野家が入り、3代約100年にわたって存続、1827年に上総国鶴牧藩に移封されて廃藩となった。

## 歴史

### 屋代家時代
北条藩は寛永15年（1638年）2月、屋代忠正が安房国内に1万石を与えられて立藩された。忠正はもともと駿河大納言（駿府藩主）徳川忠長に御附家老として仕えていた。寛永9年（1632年）、忠長改易の連座によって蟄居処分に処せられたが、赦免されて旧領と同じ1万石が与えられ、大名に復帰した。
初代忠正は寛文2年（1662年）4月に死去し、跡を養嗣子の屋代忠興（忠長の附家老であった朝倉宣正の子）が継いだが、忠興は在任1年足らずして翌年1月に死去し、甥で養嗣子の屋代忠位が3代藩主となった。忠位は百人組頭・大番頭などを歴任したが、小藩にとってその負担は重く、たちまち財政難に陥った。正徳元年（1711年）、忠位は職を辞して出費を節減し、川井藤左衛門を登用して財政再建を図ったが、川井の再建策は年貢の増徴であったために領民の多くが反発し、11月には一部が江戸藩邸、さらには老中の秋元喬知にまで訴える状況に発展した。川井は農民側の代表者3名の処刑という強硬手段で応えたが、農民側は勢いを盛り返して再度幕府に訴え出た。訴えは幕府に取り上げられ、正徳2年（1712年）7月22日、川井父子は死罪、藩主忠位は失政を咎められて改易となり、北条藩は廃藩となった。1万石の藩領27か村の民が参加したことから、万石騒動と呼ばれる。

### 水野家時代
享保10年（1725年）10月、水野忠定が信濃国から安房北条に1万2000石で移封され、再び北条藩が立藩される。享保20年（1735年）6月、丹波国内に3000石を加増されて都合1万5000石となった。第2代藩主・水野忠見は奏者番・大番頭を歴任した。第3代藩主・水野忠韶も奏者番・大番頭を経て文化5年（1808年）11月に若年寄に就任、文政8年（1825年）には城主格となった。
文政10年（1827年）8月、忠韶は上総国鶴牧藩に移封され、北条藩は廃藩となった。

## 歴代藩主

### 屋代家
1万石。譜代。（1638年 - 1712年）
1. 屋代忠正（ただまさ）
2. 屋代忠興（ただおき）
3. 屋代忠位（ただたか）

### 水野家
1万2000石→1万5000石。譜代。（1725年 - 1827年）
藩祖・水野忠位（ただたか）〈従五位下 肥前守〉
1. 水野忠定（たださだ）〈従五位下 壱岐守〉
2. 水野忠見（ただちか）〈従五位下 壱岐守〉
3. 水野忠韶（ただてる）〈従五位下 壱岐守〉